# Cònero
Mit dem Namen Cònero DOCG wird ein italienischer Rotwein aus der Provinz Ancona, Region Marken bezeichnet. Der Wein besaß seit dem Jahr 1967 eine „kontrollierte Herkunftsbezeichnung“ (Denominazione di origine controllata – DOC) und hat seit 2004 eine „kontrollierte und garantierte Herkunftsbezeichnung“ (DOCG), die zuletzt am 7. März 2014 aktualisiert wurde.

## Erzeugung
Für den Wein schreibt die Denomination folgende Rebsorten vor:
- mindestens 85 % Montepulciano
- höchstens 15 % Sangiovese

Der Wein muss mindestens zwei Jahre reifen, bevor er in den Verkauf gelangen darf.

## Anbau
Anbau und Vinifikation dieser Weine sind nur in den Provinz Ancona in der Region Marken gestattet. Die zugelassenen Gemeinden sind: Ancona, Offagna, Camerano, Sirolo, Numana und Teile der Gemeinden Castelfidardo und Osimo.

## Beschreibung
Laut Denomination:
- Farbe: rubinrot
- Geruch: angenehm, weinig
- Geschmack: harmonisch, trocken, körperreich
- Alkoholgehalt: mindestens 12,5 Vol.-%
- Säuregehalt: mind. 4,5 g/l
- Trockenextrakt: mind. 24,0 g/l